# 1825 (numero)
Milleottocentoventicinque (1825) è il numero naturale dopo il 1824 e prima del 1826.

## Proprietà matematiche
- È un numero dispari.
- È un numero composto da 6 divisori: 1, 5, 25, 73, 365, 1825. Poiché la somma dei suoi divisori (escluso il numero stesso) è 469 < 1825, è un numero difettivo.
- È un numero nontotiente in quanto dispari e diverso da 1.
- È un numero felice.
- È esprimibile come somma di due quadrati: 1825 = 144 + 1681 = 122 + 412.
- È un numero ottagonale.
- È un numero odioso.
- È parte delle terne pitagoriche (135, 1820, 1825), (380, 1785, 1825), (511, 1752, 1825), (767, 1656, 1825), (984, 1537, 1825), (1095, 1460, 1825), (1200, 1375, 1825), (1825, 2352, 2977), (1825, 4380, 4745), (1825, 13260, 13385), (1825, 22776, 22849), (1825, 66600, 66625), (1825, 333060, 333065), (1825, 1665312, 1665313).

## Astronomia
- 1825 Klare è un asteroide della fascia principale del sistema solare

## Astronautica
- Cosmos 1825 è un satellite artificiale russo.